# گوارش

دستگاه گوارش انسان

گُوارِش (در عربی: هَضم) به فرایند قابل جذب کردن غذا توسط حل کردن آن و تجزیه آن به ترکیبات شیمیایی ساده گفته می‌شود که در بدن موجودات زنده رخ می‌دهد. گوارش کردن عمدتاً از طریق آنزیم‌های ترشح شده به دستگاه گوارش انجام می‌شود.

## گوارش در انسان
غذای خورده شده حاوی اجزای مختلفی است که هریک برای ورود به داخل بدن راه‌های مختلفی دارند برخی مانند آب به سادگی از طریق انتشار جذب می‌شوند و برخی مانند ویتامین B12 جذب فعال دارند. سه گروه عمده غذایی که باید هضم شوند (یعنی به اجزای ریزتر خرد شوند تا قابل جذب از روده باشند) عبارتند از کربوهیدرات (قند)، چربی و پروتئین.

## کربوهیدرات‌ها
گوارش کربوهیدراتها از دهان و با آمیلاز بزاق شروع می‌شود. در معده پیشرفت مهمی روی نمی‌دهد ولی در روده آمیلاز لوزالمعده و دیواره روده باریک با تولید آنزیم‌های مالتاز، لاکتاز و ساکاراز موجب شکسته شدن دی ساکاریدهای مالتوز، لاکتوز و ساکروز(Sucrose) به مونوساکاریدهای تشکیل دهنده خود می‌گردند که از دیواره روده جذب می‌شوند.

## پروتئین‌ها
گوارش اصلی پروتئین‌ها از معده و با آنزیم پپسین شروع می‌شود. پس از ورود مواد غذایی به روده باریک اندوپپتیدازها مانند تریپسین، کیموتریپسین کار پپسین را ادامه می‌دهند و پروتئین‌ها را به پلی پپتیدهای کوچکتر تجزیه می‌کنند. عمل آنزیم تریپسین شکستن پیوند پپتیدی تشکیل شده توسط عامل کربوکسیل اسیدهای آمینه لیزین و آرژنین است. نقش دیگر تریپسین، فعال ساختن کیموتریپسینوژن و تبدیل آن به کیموتریپسین است. کیموتریپسین موجب شکستن پیوندهای پپتیدی تشکیل شده توسط گروه کربوکسیل اسیدهای آمینه آروماتیک است (Tyr, Trp, Phe) می‌شود. تریپسین موجب تبدیل آنزیم‌های پروکربوکسی پپتیداز به کربوکسی پپتیداز می‌گردد.
اگزوپپتیدازها مانند کربوکسی پپتیداز (ترشح شده از لوزالمعده) و آمینوپپتیداز (دیواره پرزهای روده) مرحله نهایی هضم پروتئین‌ها را برعهده دارند و پلی پپتیدها را به اسیدآمینه‌های ساده تجزیه می‌کنند. آنزیم‌های کربوکسی پپتیداز موجب جدا کردن اسیدهای آمینه از انتهای کربوکسیل زنجیر آمینو اسید می‌باشند.

## چربی‌ها
گوارش چربی‌ها اصولاً با لیپاز (ترشح شده از معده) شروع می‌شود اما این آنزیم لیپیدها را به واحد سازنده خود تبدیل نمی‌کند. در روده باریک، لیپیدها توسط لیپاز و فسفولیپاز پانکراس، بعلاوهٔ آنزیم‌های سلول‌های پوششی روده، به مونومرهای خود تبدیل می‌شوند. لستیناز (Lecithinase) وظیفه شکستن مولکول لستین و جداسازی یک مولکول اسید چرب را برعهده دارد. برای جذب چربی‌ها از روده (چون محلول در آب نیستند) نیاز بادغشای و آپاندیس و سپس به روده بزرگ و در نهایت به روده باریک عبور کند و نهایتاً به سیستم لنفاوی و کبد و وارد خون می‌شود.